# マーカス・ウィルソン
マーカス・ウィルソン（Marcus Wilson, 1996年8月15日 - ）は、アメリカ合衆国カリフォルニア州ロサンゼルス出身のプロ野球選手（外野手）。右投右打。フリーエージェント（FA）。

## 経歴

### プロ入りとダイヤモンドバックス傘下時代
2014年のMLBドラフトでアリゾナ・ダイヤモンドバックスの2巡目（全体69位）指名を受け、プロ入り。
プロ入り後、2018年までは目立った成績は残せていなかった。
2019年4月19日にブレイク・スワイハートとのトレードでボストン・レッドソックスへ移籍した。

### レッドソックス傘下時代
トレード後もしばらくはマイナーでくすぶっていたが、2021年5月3日に初めて傘下AAA級ウースター・レッドソックス（この年よりポータケット・レッドソックスから改名）に昇格した。しかし、6月30日にハンセル・ロブレスを獲得したことに伴い、その枠を空けるためDFAとなった。

### マリナーズ時代
同年8月2日にウェイバー公示を経てシアトル・マリナーズに移籍した。移籍後は、AAA級タコマ・レイニアーズに配属された。
2022年3月14日にスプリングトレーニングに参加した。この年も開幕はマイナーで迎えたが、6月29日にテイラー・トランメルの故障に伴い、プロ入りから9年目にしてようやくメジャー初昇格。同日のボルチモア・オリオールズ戦の8回に代打で初出場（結果は四球）。　その後、8月1日にマイナーへ降格。10月14日にFAとなった。

## 詳細情報

### 年度別打撃成績
| 年 度    | 球 団    | 試 合 | 打 席 | 打 数 | 得 点 | 安 打 | 二 塁 打 | 三 塁 打 | 本 塁 打 | 塁 打 | 打 点 | 盗 塁 | 盗 塁 死 | 犠 打 | 犠 飛 | 四 球 | 敬 遠 | 死 球 | 三 振 | 併 殺 打 | 打 率 | 出 塁 率 | 長 打 率 | O P S |
| -------- | -------- | ----- | ----- | ----- | ----- | ----- | -------- | -------- | -------- | ----- | ----- | ----- | -------- | ----- | ----- | ----- | ----- | ----- | ----- | -------- | ----- | -------- | -------- | ----- |
| 2022     | SEA      | 3     | 6     | 5     | 1     | 1     | 0        | 0        | 0        | 1     | 0     | 0     | 0        | 0     | 0     | 1     | 0     | 0     | 4     | 0        | .200  | .333     | .200     | .533  |
| MLB：1年 | MLB：1年 | 3     | 6     | 5     | 1     | 1     | 0        | 0        | 0        | 1     | 0     | 0     | 0        | 0     | 0     | 1     | 0     | 0     | 4     | 0        | .200  | .333     | .200     | .533  |

- 2022年度シーズン終了時

### 背番号
- 60（2022年）